# ANICHRO
『ANICHRO』（アニクロ）は、ELISAによるアニメソングのカバーミニアルバム。SME Recordsから発売された。

## 概要
- ELISA初のカバーミニアルバム。本作は「クロニクル(年代記)をテーマに、1980年代から2010年代までの10周年期の中からELISAの声色を活かせる楽曲を選ぼう」[1]というコンセプトのもと選曲された。本作を制作することになったそもそもの切っ掛けは、アコースティックライブ「E'tone♪」にて、様々なアニソンカバーを披露したところ、予想以上に評判が良く、ファンからもカバーして欲しい曲のリクエストも届くようになったことから、それを受けてスタッフと「カバーアルバムを作ってみたい!」という話に発展したためである[1]。タイトルの「ANICHRO」とは、「アニメソング」と「クロニクル」を掛け合わせた造語[2]。

- CD+Blu-ray仕様の「初回生産限定盤 A」(SECL-1865)、CD+DVD仕様の「初回生産限定盤 B」(SECL-1867)、CDのみの「通常盤」(SECL-1869)の3タイプでの発売。また、初回特典として「各形態別絵柄 ELISAオリジナル・メッセージカード」を封入。更に先着購入特典として「オリジナルA3ポスター」が付属。

## トラックリスト

### CD (各タイプ共通)
1. 君をのせて
  - 作詞：宮崎駿、作曲：久石譲、編曲：大久保薫
  - オリジナル版は井上あずみ
  - 天空の城ラピュタ主題歌
2. プラチナ
  - 作詞：岩里祐穂　作曲：菅野よう子、編曲：前口渉
  - オリジナル版は坂本真綾
  - カードキャプターさくらOPテーマ
3. 秘密基地
  - 作詞・作曲：高田梢枝、編曲：前口渉
  - オリジナル版は高田梢枝
  - 交響詩篇エウレカセブンEDテーマ
4. ジョジョ 〜その血の運命〜
  - 作詞：藤林聖子　作曲：田中公平、編曲：Mish-Mosh
  - オリジナル版は富永TOMMY弘明
  - ジョジョの奇妙な冒険 (1st Season)OPテーマ

### Blu-ray/DVD
1. 君をのせて (Music Video)
2. The Making of "君をのせて